# Кильдинское
Кильдинское — озеро в Мурманской области, расположенное на севере Кольского полуострова, Россия. Относится к бассейну Баренцева моря, связывается с ним через реку Колу. 
Питание озера в основном снеговое и дождевое. Берег каменистый. Озеро состоит из двух частей, соединённых протокой. На озере расположены несколько небольших островов. Площадь водоёма — 3,48 км2.
Благодаря близкому расположению к Мурманску (5 км) озеро активно используется в рекреационных целях. На берегу озера расположены две турбазы «МКТИ» и «Парус». Во время проведения 73-го Праздника Севера на озере проводились соревнования по подлёдному лову. На озере в летнее время проводится парусная регата, а в зимнее соревнования по зимнему виндсёрфингу. Высота над уровнем моря — 71 м.

## Галерея

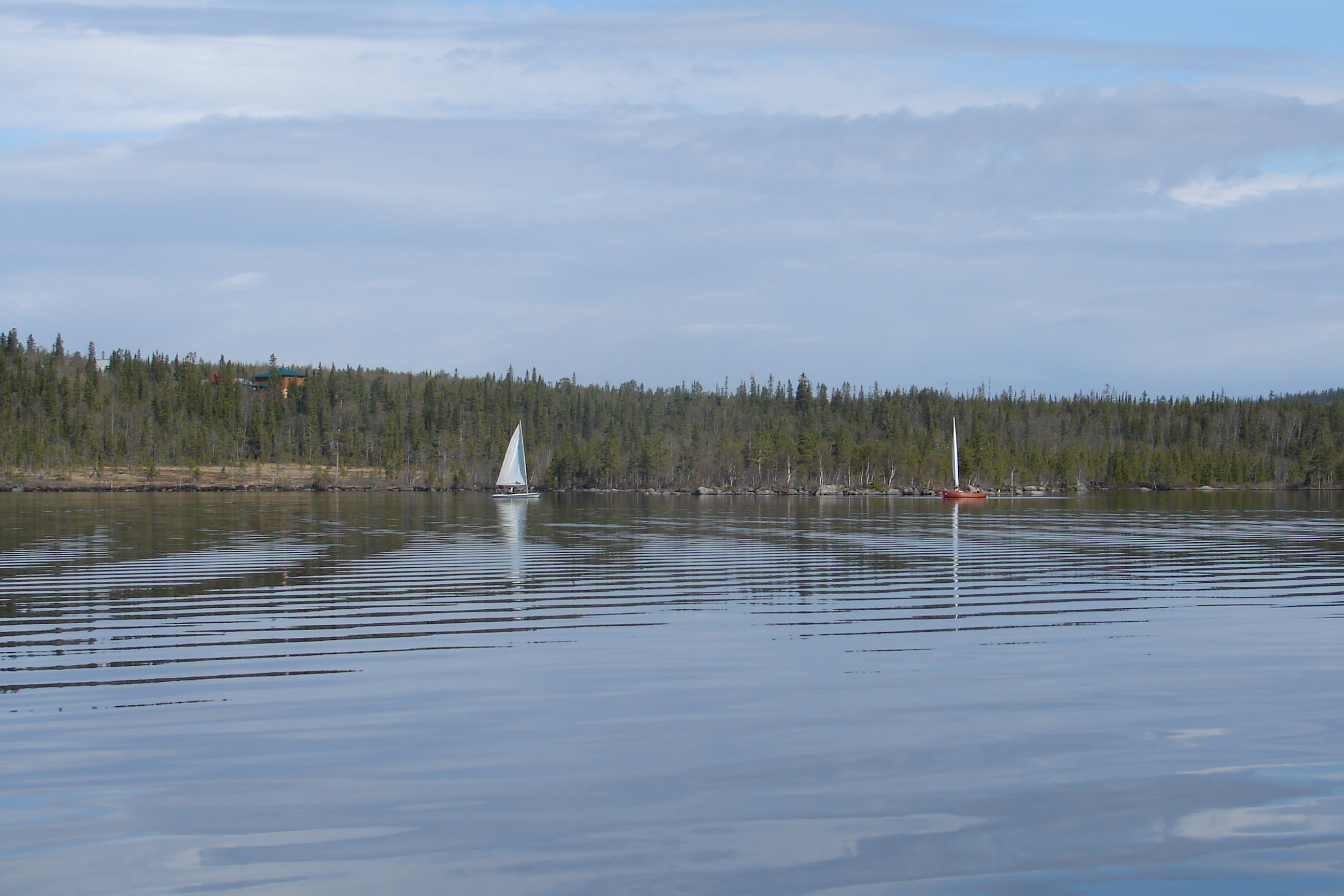
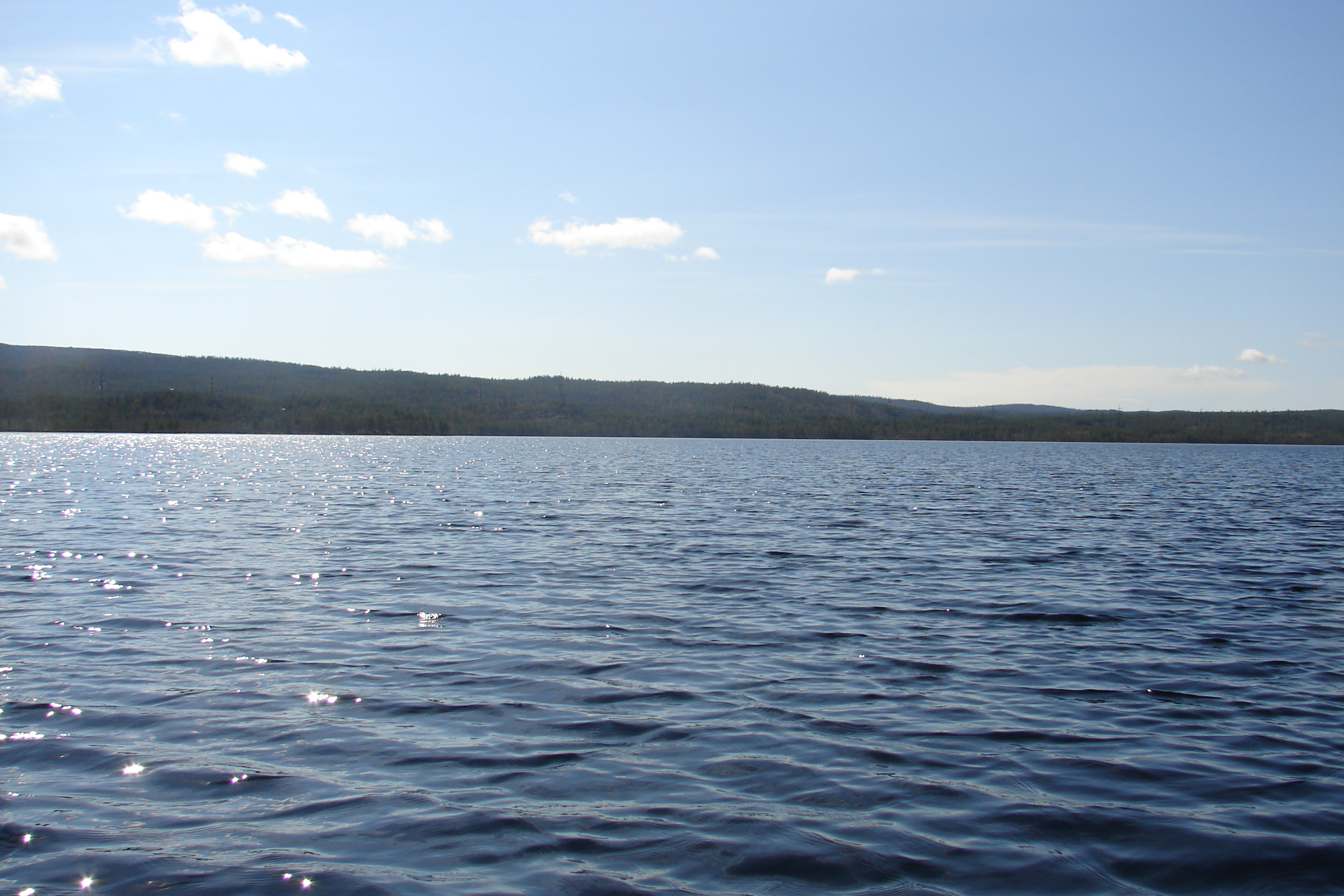